# トレッキナ
トレッキナ（イタリア語: Trecchina）は、イタリア共和国バジリカータ州ポテンツァ県にある、人口約2,300人の基礎自治体（コムーネ）。

## 地理

### 位置・広がり

#### 隣接コムーネ
隣接するコムーネは以下の通り。括弧内のCSはコゼンツァ県（カラブリア州）所属を示す。
- マラテーア
- ラウリーア
- ネーモリ
- リヴェッロ
- トルトラ (CS)

## 行政

### 分離集落
トレッキナには、以下の分離集落（フラツィオーネ）がある。
- Bolago, Camporotondo, Colla, Foresta, Maurino, Parrùta, Piano dei Peri,Pietra,Pietramorta, Ronzino, Santiquaranta,Scaloni,Starsia